# Ludvig August Hartmann
Ludvig August Hartmann (1773-1831) var søn af Johann Hartmann og altså bror til Johan Ernst Hartmann og August Wilhelm Hartmann. Han var violinist og virkede en tid i udlandet inden han fra 1827 blev sanglærer samt overgraver ved Garnisons Kirke.